# Lipodystrophie congénitale de Berardinelli-Seip
 Mise en garde médicale
La lipodystrophie congénitale ou syndrome de Berardinelli-Seip, de Berardinelli, de Lawrence, de Seip ou de Lawrence-Seip se reconnaît très tôt et souvent à la naissance.
L'absence d'adipocyte fonctionnel aboutit au stockage des lipides dans tous les tissus y compris les tissus musculaires et hépatiques. Les personnes touchées développent une résistance à l'insuline et une fois sur quatre un diabète surviendra avant l'âge de vingt ans.[réf. souhaitée]
L'atteinte hépatique aboutit à la cirrhose chez toutes les personnes. L'hypertrophie musculaire est aussi habituelle et une hypertrophie cardiaque aboutissant à une insuffisance cardiaque responsable de la mortalité de cette maladie. Il existe également une atteinte cardiaque avec athérome précoce des artères, cardiomyopathie et troubles du rythme.

## Présentation
La lipodystrophie congénitale de Berardinelli-Seip (ou BSCL) est un syndrome rarissime caractérisé par une quasi-absence de tissu adipeux ou un tissu adipeux fonctionnel manquant, ce qui est évidemment visible et donc noté dès la naissance ou avant l'âge d'un an. Filles et garçons sont touchés. D'autres signes cliniques congénitaux majeurs se développant ensuite rapidement associent cependant une hyperandrogénie des filles et des garçons, liée à cette absence de tissu gras spécialisé, à un acanthosis nigricans, une hypertrophie musculaire, une hépatomégalie, un gigantisme staturo-pondéral sans tissus adipeux (aspect notamment facial d'acromégalogigantisme). Sur le plan biologique, une stéatose hépatique, une hypertriglycéridémie et un hyperinsulinisme majeur s'associent à une prévalence élevée du diabète manifesté entre l'enfance et l'âge de jeune adulte (en fait un diabète lipoatrophique congénital, un synonyme du syndrome, bien que seul un quart des sujets le manifestent en pratique, justement, le terme s'oppose à la lipodystrophie diabétique acquise et souvent partielle). Des antécédents familiaux de diabète sont un facteur de risque. La consanguinité parentale est assez fréquente.

## Génétique
Il y a mutation de la seipine par absence de cavéoline-1 et la transmission est autosomique récessive selon une hypothèse liée à la consanguinité fréquente et validée par les études génétiques sur les gènes candidats qui ont finalement donné les résultats escomptés lors d'une découverte faite en novembre 2001 par l'équipe de Jocelyne Magré, qui indique l'importance des cavéolines dans le développement de la masse adipeuse. Le gène caractérisé, AGPAT2 (1-acylglycero-3-phosphate O-acyltransferase2), a été retrouvé muté chez 20 individus provenant de 11 familles distinctes et serait lié aux problèmes d'obésité ou d'insulino-sensibilité plus larges. 
La résistance à l’insuline entraîne un anabolisme important. Les problèmes cliniques notés peuvent associer un statut de type acromégalique avec organomégalie, prévalence élevée de macrocéphalie relative et faciès particulier acromégaloïde, macroglossie (langue longue et large), silhouette de type athlétique marqué du fait de l'hypertrophie musculaire, gigantisme de croissance accélérée, avec une hypertension artérielle et un risque de cardiomyopathie hypertrophique ou de coronaropathie (cause principale de décès notamment précoce et facteur persistant de longévité basse), des cheveux abondants et une hypertrichose systématique variable, des problèmes hépatiques sérieux d'hépatomégalie avec stéatose, un risque important de cirrhose avec varices œsophagiennes, une splénomégalie, une hypertriglycéridémie associée à un risque élevé de pancréatite, un acanthosis nigricans, c'est-à-dire une maladie cutanée caractérisée par des lésions rugueuses de couleur brune à noire au niveau des plis de flexion (cou, aisselles, aine), des lacunes osseuses arrondies au niveau des épiphyses des os longs en période de croissance, et aussi, dans environ la moitié des cas, un déficit intellectuel de nature et degré variables. La macroglossie, surtout combinée à l'hypertrophie des amygdales, qui interfère aussi avec les possibilités chirurgicales anesthésiques, peut causer une obstruction des voies aériennes supérieures, des apnées obstructives du sommeil. Souvent, la silhouette est affectée par un maintien particulier de la répartition massique, cela étant la cause primaire et la conséquence de déviations vertébrales.

## Traitement
Un régime de traitement des symptômes se suit tout au long de la vie avec restriction calorique, insuline et hypolipémiants. Un bon suivi permet une espérance de vie normale dans certains cas avec une moyenne qui reste affectée même chez celles et ceux qui en bénéficient, passe par la psychologie et l'équilibre affectif. La fertilité notamment féminine est affectée mais pas inexistante, et les cas de grossesse font l'objet de travaux particuliers.
Des implications anesthésiques sont notées qui comprennent un risque de pancréatite encore accru dans des cas de chirurgie.